# Bagrationovsk
Bagrationovsk (rusky Багратионовск, německy Preußisch Eylau, litevsky Ylava, česky Jílové, polsky Iława Pruska) je město v jižní části Kaliningradské oblasti, exklávě Ruska. Městečko s cca 6 400 obyvateli slouží jako hraniční přechod do Polska.

## Dějiny

### Od založení do 18. století
Historie Jílového se datuje od roku 1325, kdy zde Řád německých rytířů postavil hrad zvaný Yladia, což prusky znamená „bažina.“ Osada se začala rozvíjet v okolí hradu po roce 1335, kdy byl postaven kostel. V roce 1348 bylo Řádem povoleno otevřít v okolí hradu hospody. Vyrostlo jich nakonec celkem 12. Osada ale i tak stále zůstávala spíš místem setkání představených řádu než fungující vesnicí. V roce 1400 uhodil do hradní věže blesk a hrad vyhořel. Byl ale velice rychle obnoven. Během třináctileté války oblehly hrad v roce 1455 jednotky Remschela von Krixena sloužícího pruským městům. Hrad ale nedobyly. Neúspěšní byli i Poláci v roce 1520, kteří ale zcela zničili přilehlou osadu. Městská práva získalo Jílové roku 1585. V letech 1709–1711 řádil v Jílovém mor, kterému podlehlo v městě a jeho okolí přes 2 200 lidí.

### Od 19. století do roku 1914
Dne 7. – 8. února 1807 proběhla u města jedna z nejkrvavějších bitev napoleonských válek tzv. bitva u Jílového. Na bitevní poli se střetla francouzská armáda Napoleona Bonaparte s ruskou armádou generála von Bennigsena podporovanou pruskými jednotkami generála von L'Estocq. Bitva skončila bez vítěze, ale na bitevní poli zůstalo dohromady přes 50 000 mrtvých. V roce 1819 se z Jílového stalo administrativní centrum pro přilehlý okres. Na základech hradu vyrostl v roce 1831 neoklasicistní zámek. Významný učitelský seminář byl otevřen ve městě v roce 1834. Každý východopruský učitel ho musel absolvovat, a to až do roku 1924, kdy byl uzavřen. Místní noviny začaly vycházet v roce 1835. Za účasti krále Fridricha Viléma IV. byl v roce 1856 slavnostně odhalen památník bitvy u Jílového z roku 1807. Železnice dorazila do Jílového v roce 1866 a spojilo město s Královcem a Bartensteinem. Jílové se stalo roku 1871 součástí Německé říše.

### Meziválečné období
Během první světové války bylo město obsazeno ruskými vojsky, ale pouze na jeden týden (27. srpna 1914 – 3. září 1914), během kterého nedošlo k žádným ztrátám na životech či místním majetku. Místní zámek v roce 1932 přešel do vlastnictví města, které zde vybudovalo muzeum. Po nástupu nacismu k moci po roce 1933 byly ve městě postaveny kasárny a od roku 1935 zde bylo sídla německá pěchota a dělostřelectvo. Na konci války v roce 1945 došlo k evakuaci většiny německého obyvatelstva do Německa před postupující Rudou armádou. Sověti vstoupili do města 10. února 1945. Následně zřídila sovětská NKVD v bývalých německých kasárnách vězeňský tábor pro německé civilisty, kteří zůstali v Jílovém. Přes 6  000 jich pobyt v táboře nepřežilo. V srpnu 1945 zabrali Jílové Poláci a zřídili zde vlastní administrativu. Po dojednání hranice mezi Polskem a SSSR přešlo Jílové pod správu SSSR, a to k 1. lednu 1946.

### Pod správou SSSR a Ruska
V září 1946 bylo město se přejmenováno na Bagrationovsk na počest ruského generála Pjotra Bagrationa, který se účastnil bitvy u Jílového v roce 1807. Jeho socha byla odhalena v městě v roce 1954. Místní hrad byl od roku 1961 používán jako sklad a jeho střední část v roce 1990 vyhořela. Po rozpadu SSSR se stal Bagrationovsk součástí Kaliningradské oblasti (exklávy Ruska) a slouží jako hraniční přechod do Polska. Rozvinutý je především strojírenský a nábytkářský průmysl. V dubnu 2007 byl na popud ruské vlády do Bagrationovsku a Sovětsku (hraniční město s Litvou) jako příhraničních měst omezen přístup cizincům a Rusům nepobývajícím v oblasti. Pohraniční stráží bylo vydáváno extra povolení pro vstup do oblasti, o které se muselo žádat 30 dní předem. Omezení pohybu osob výrazně zpomalilo rozvoj města. V červnu 2012 bylo omezení zrušeno a nyní se vztahuje pouze na oblast přímo u hranice. V roce 2008 byl odhalen památník německým a ruským obětem druhé světové války.

## Obyvatelstvo

Východní Prusko (vyznačeno červeně) na mapě tehdejšího Německa z rok 1871

### Vývoj obyvatelstva v průběhu doby
| Rok       | 1875  | 1890  | 1910  | 1933  | 1939  | 1959  | 1970  | 1979  | 1989  | 2002  | 2010  | 2021  | 2023  |
| Obyvatelé | 3 738 | 3 446 | 3 270 | 4 322 | 7 461 | 4 438 | 5 563 | 6 049 | 6 728 | 7 216 | 6 579 | 6 401 | 6 379 |

### Etnické složení obyvatelstva
Při sčítání lidu v roce 2010 bylo etnické složení v městě následující:
| - 89,0 % Rusové - 3,7 % Ukrajinci - 3,0 % Bělorusové - 0,9 % Arméni - 0,6 % Němci |  | - 0,5 % Azerové - 0,5 % Litevci - 0,5 % Tataři - 0,3 % Poláci - 1,0 % ostatní |

### Významné osobnosti města
- Konrad Theodor Preuss (1869–1938) – etnolog
- Hugo Falkenheim (1856–1945) – lékař a poslední předseda židovské obce v Königsbergu

## Galerie

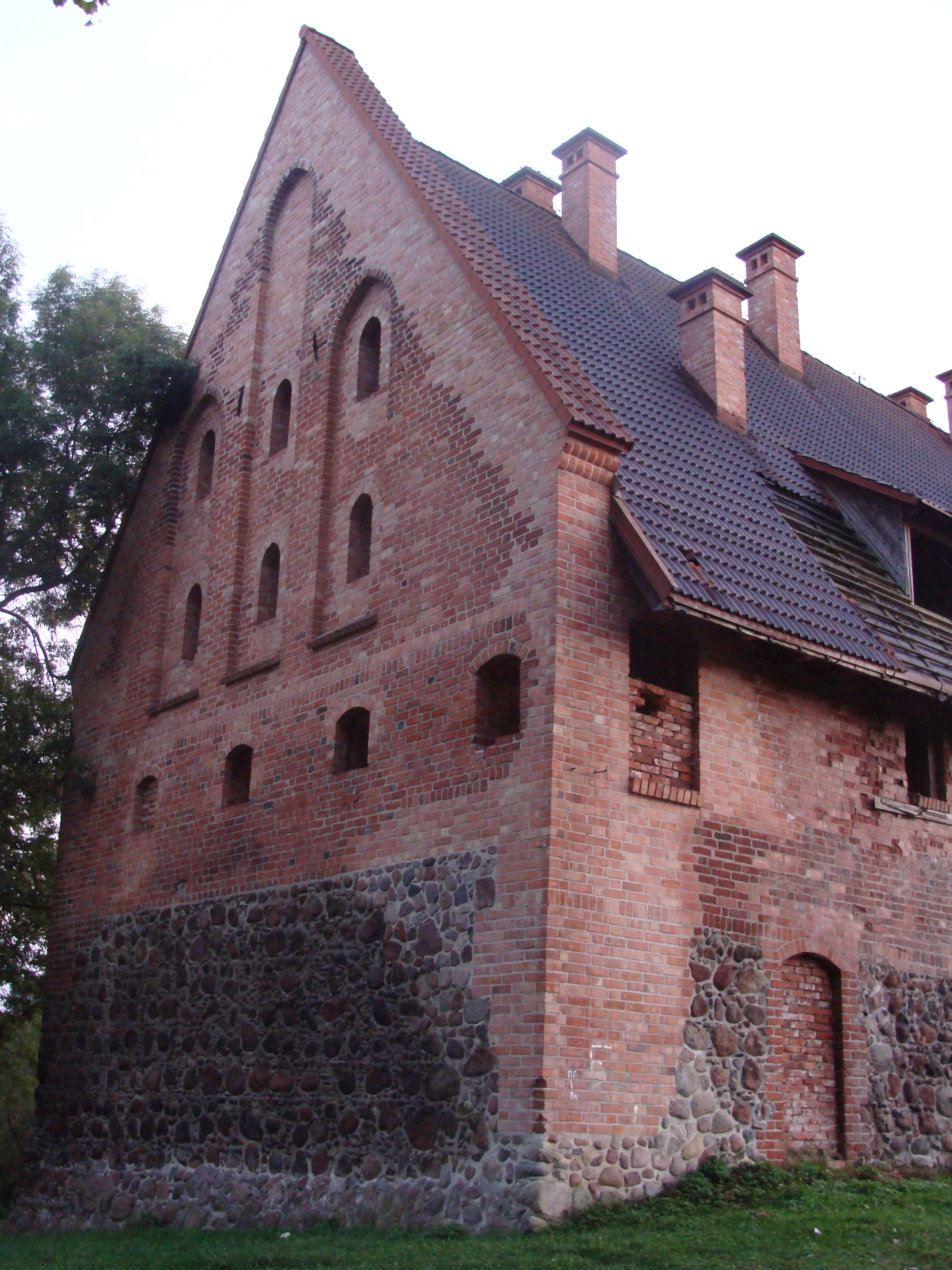
Pozůstatky místního hradu
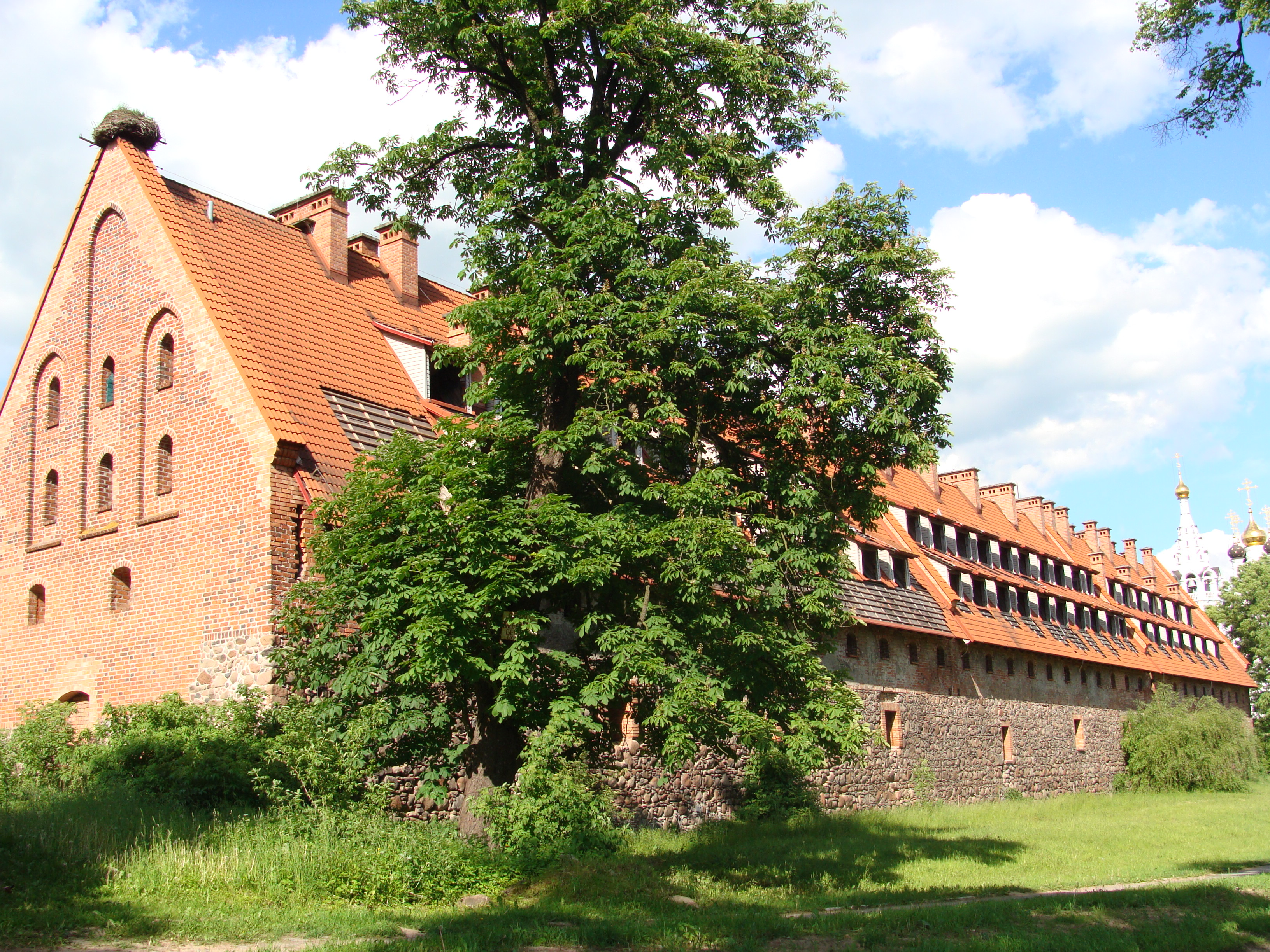
Pozůstatky místního hradu
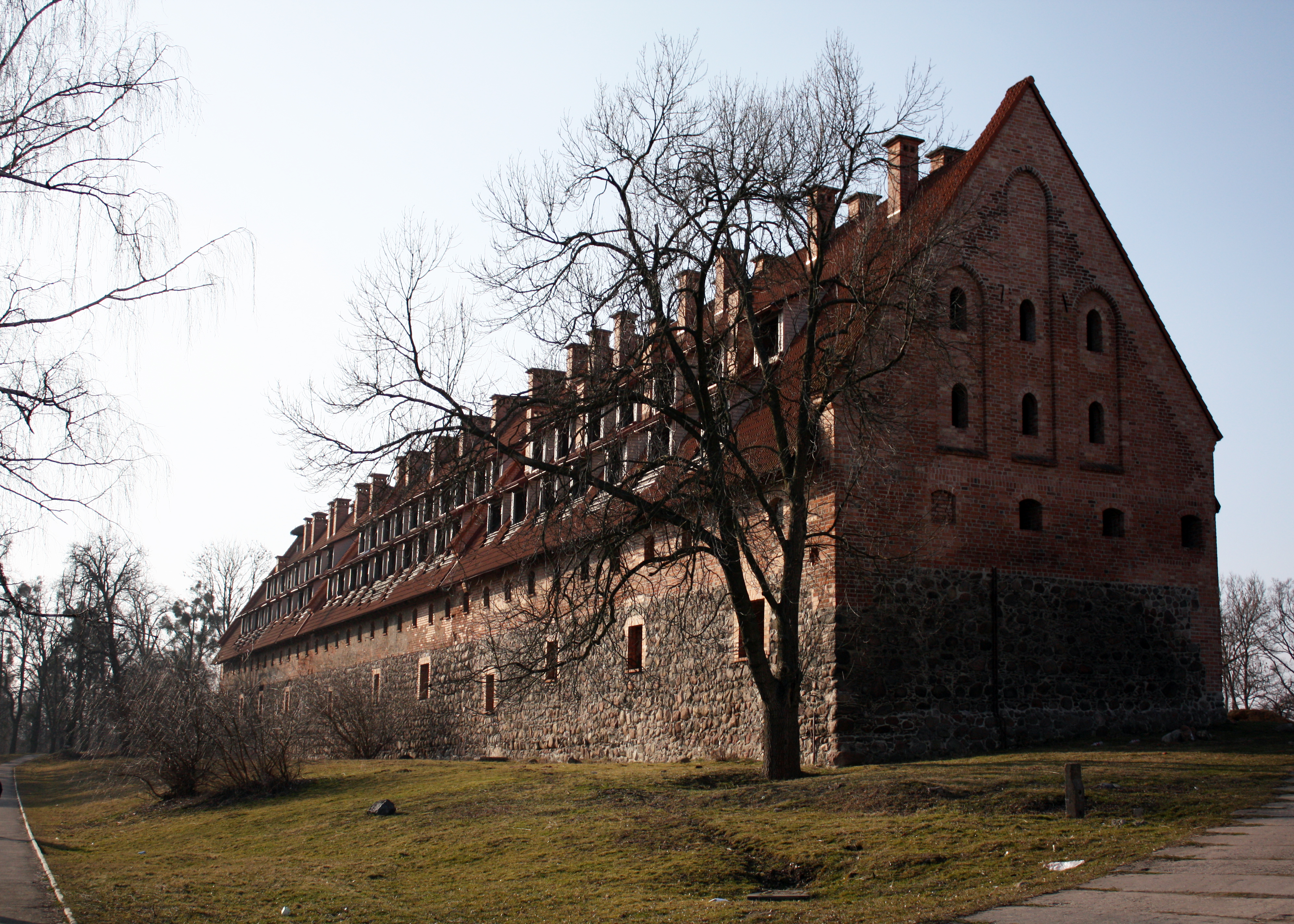
Pozůstatky místního hradu
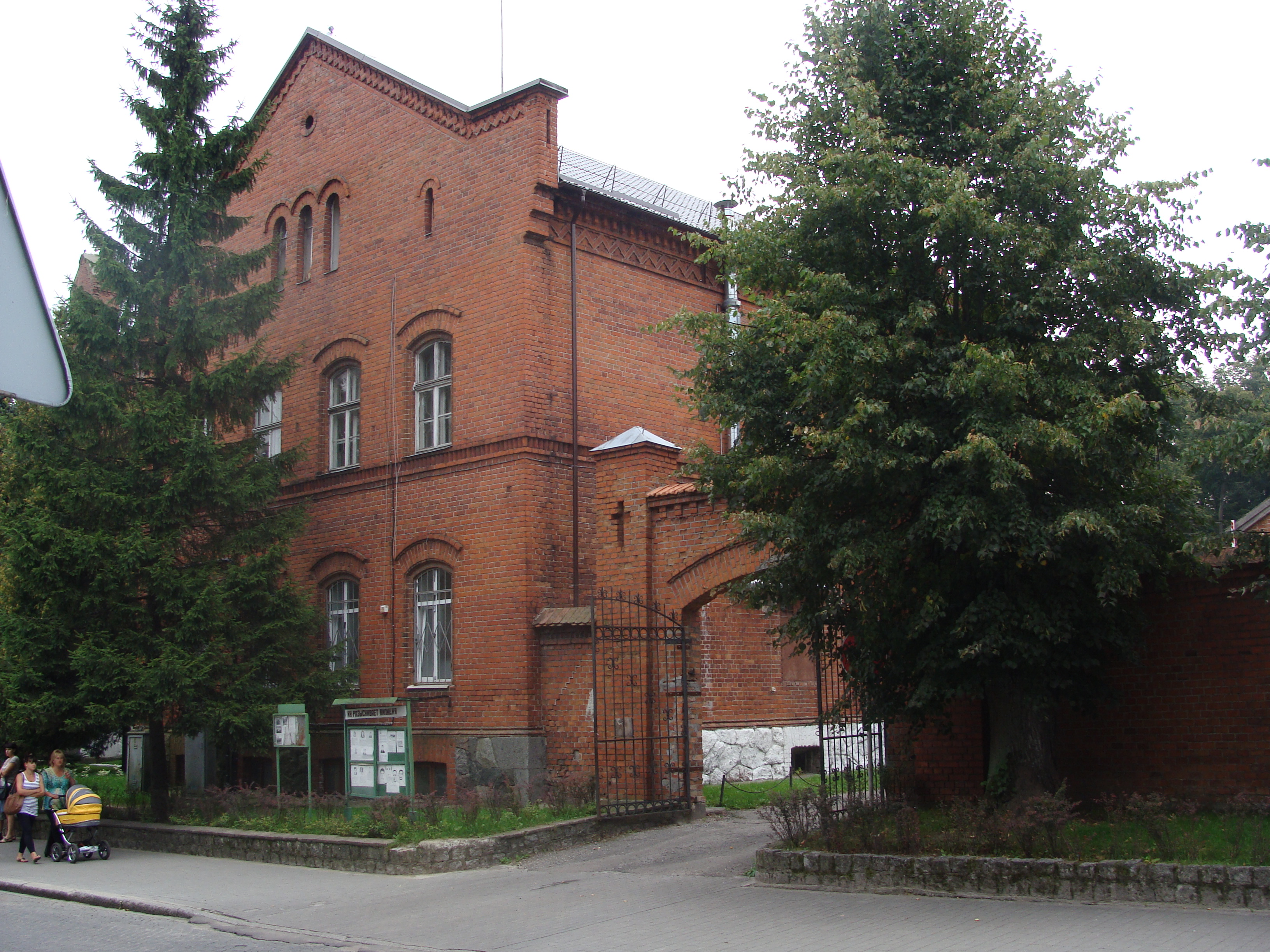
Budova bývalého učitelského semináře z roku 1860
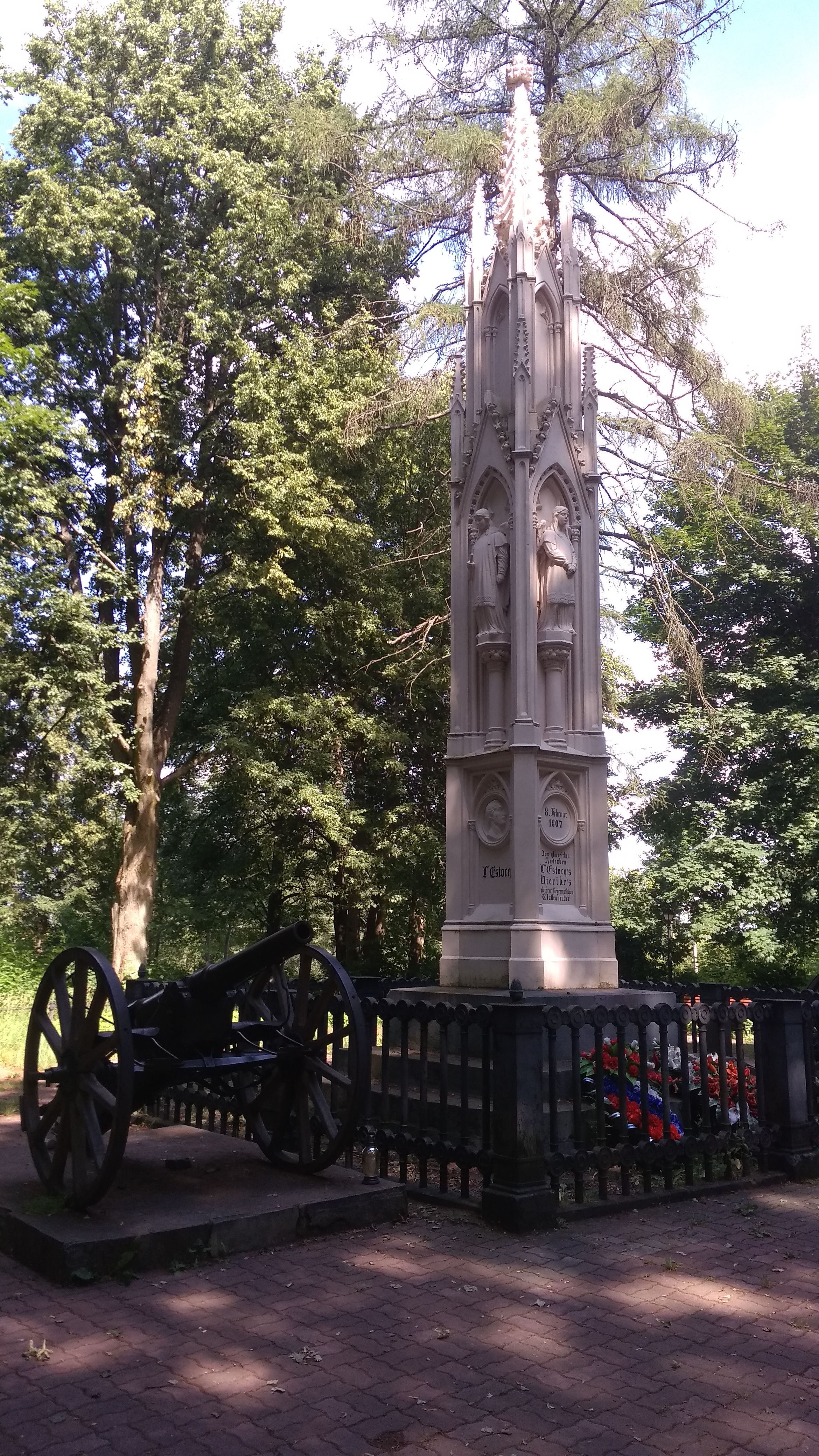
Památník bitvy u Jílového
Pravoslavný kostel
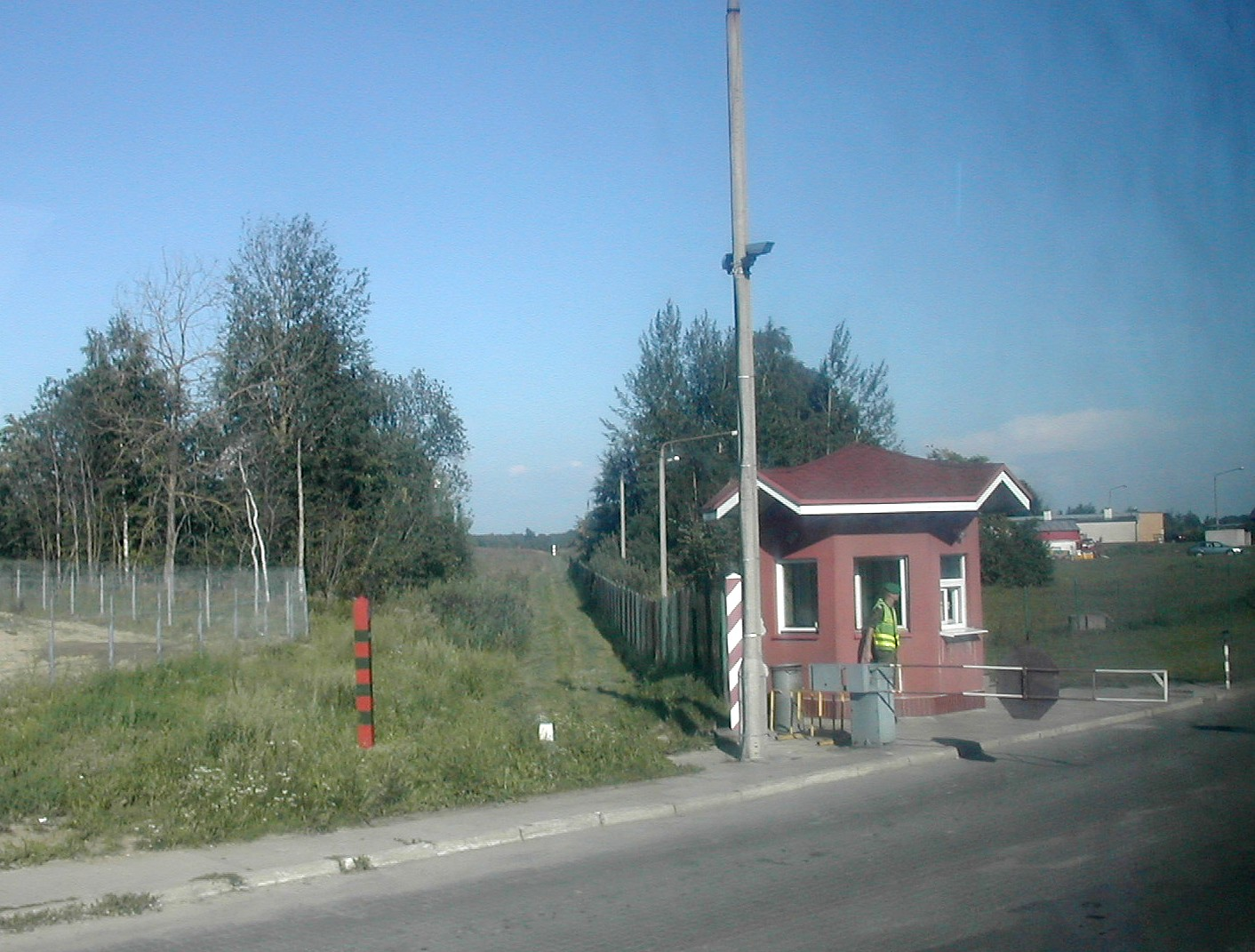
Hraniční přechod Bezledy – Bagrationovsk
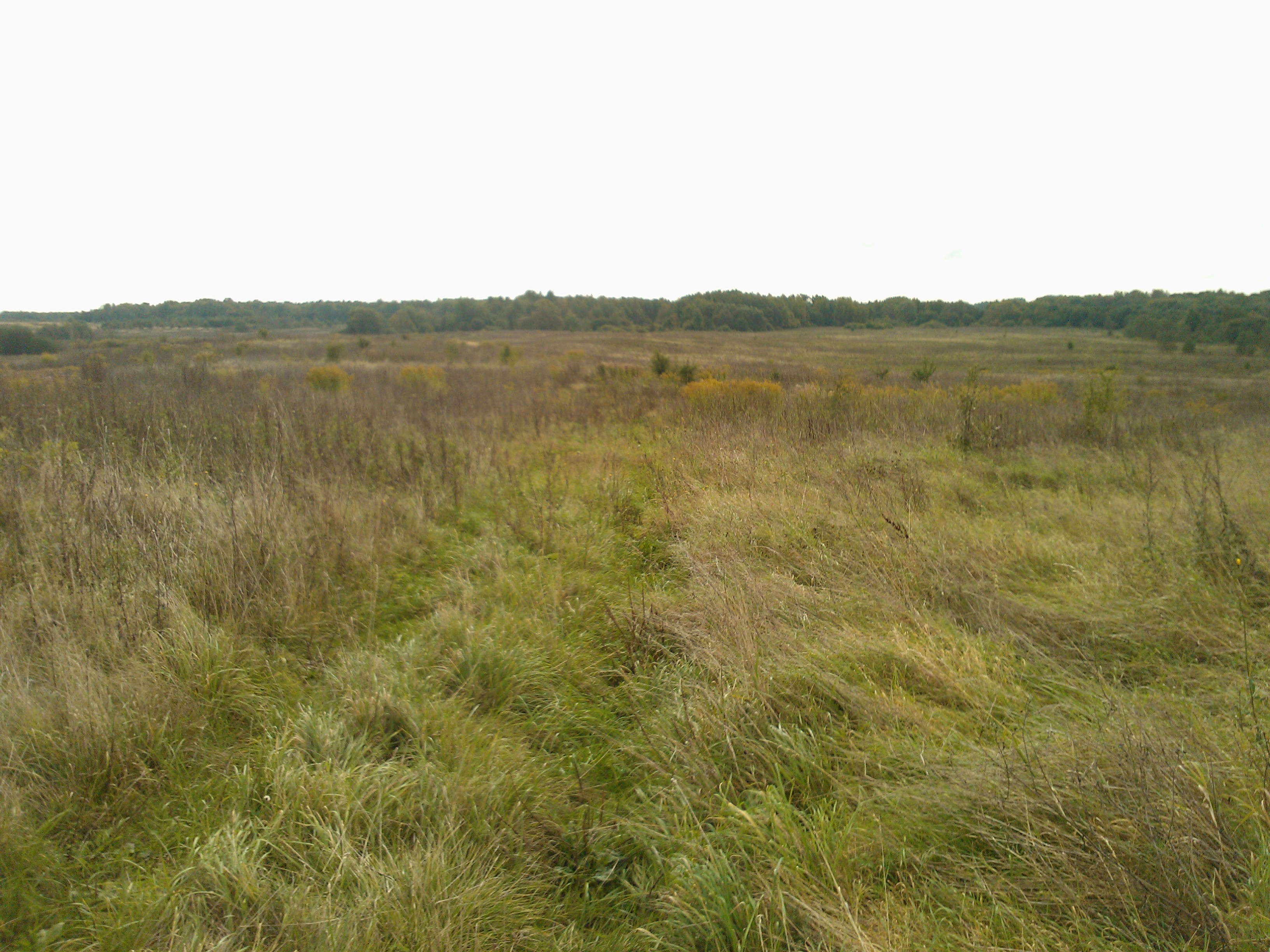
Místo bitvy u Jílového v současnosti

## Partnerská města
- Verden, Německo (1996)

Do roku 2022 měl Bagrationovsk uzavřené smlouvy s polskými městy a litevským městem Jonava, tato města na protest proti ruské invazi na Ukrajinu ukončila svou partnerskou spolupráci.